# 988 Appella
988 Appella
della fascia principale del diametro medio di circa 25,91 km. Scoperto nel 1922, presenta un'orbita caratterizzata da un semiasse maggiore pari a 3,1486384 UA e da un'eccentricità di 0,2321865, inclinata di 1,57742° rispetto all'eclittica.
Il suo nome è dedicato al matematico francese Paul Émile Appell.